# Guerrino Nicoli
Guerrino Nicoli (Chivasso, 12 agosto 1927 – Avigliana, 26 giugno 1944) è stato un partigiano italiano, decorato di medaglia d'oro al valor militare alla memoria nel corso della seconda guerra mondiale.

## Biografia
Nacque a Chivasso il 12 agosto 1927, figlio di Nello e Maurina Filippini.
Appena conclusa la scuola di avviamento professionale a Settimo Torinese, venne assunto come operaio alle "Ferriere" della Fiat. Se ne allontanò subito dopo la firma dell'armistizio dell'8 settembre 1943, per entrare in una delle prime formazioni partigiane. Il ragazzo, con il nome di "Balilla", divenne un po' la mascotte della 43ª Divisione autonoma, che operava tra la Valle di Susa e la Valle Chisone e che, dopo il 26 giugno 1944, sarebbe stata intitolata a Sergio De Vitis.
Cadde in combattimento per difendere il suo comandante di squadra, durante un attacco sfortunato che i partigiani della Brigata "Carlo Carli", comandata da Eugenio Fassino, condussero contro il presidio nazifascista di Avigliana, stanziato presso il Dinamitificio Nobel. Con Decreto del Presidente della Repubblica in data 16 marzo 1956 fu insignito della medaglia d'oro al valor militare alla memoria.
Al giovane partigiano è dedicata una scuola media statale a Settimo Torinese.